# Calliarcys humilis
Calliarcys humilis is een haft uit de familie Leptophlebiidae. De wetenschappelijke naam van de soort is voor het eerst geldig gepubliceerd in 1881 door Eaton.
De soort komt voor in het Palearctisch gebied.